# 宫颈息肉
宫颈息肉（英語：cervical polyp）是一种常见的原发型息肉或肿物，通常生长于子宫颈管表面。
并发原因不明，但与宫颈炎相关。慢性炎症长期刺激使宫颈管局部黏膜增生，子宫有排除异物倾向，使增生的黏膜逐渐自基底部向宫颈外口突出而形成一个或多个息肉，直径一般约为1厘米，红色呈舌形，质软而脆，易出血，蒂细长。根部多附着在宫颈外口，少数在宫颈管壁。宫颈息肉极少恶变（占少于1%）；然而部分子宫恶性肿瘤，偶尔也呈息肉样表现。在超声波或活检下，可以检查出宫颈息肉，通常采用手术方式切除，切除后通常不会复发。

## 相关
- 子宫内膜息肉